# Marco Burch
Marco Burch (* 19. Oktober 2000 in Sarnen) ist ein Schweizer Fussballspieler, der bei Legia Warschau in der polnischen Ekstraklasa unter Vertrag steht.

## Karriere

### Verein
Mit dem Fussballspielen begann Marco Burch in seiner Jugend zunächst beim FC Alpnach. Ab 2011 spielte er im Nachwuchs des FC Luzern. Im Sommer 2019 schaffte er den Sprung ins Kader der Profimannschaft des FC Luzern und erhielt seinen ersten Profivertrag bis Ende Juni 2022. In der Schweizer Super League debütierte Marco Burch am 7. Dezember 2019 bei der 0:1-Auswärtsniederlage beim BSC Young Boys, wo er gleich durchspielte. Nach sechs weiteren Einsätzen bis zum Sommer 2020 zog er sich eine Meniskusverletzung zu, wegen der er bis zum Jahresende ausfiel. Nach seiner Rückkehr konnte er sich bei den Luzernern ab Februar 2021 als Stammspieler durchsetzen. Sein erstes Super-League-Tor erzielte er beim 1:2-Auswärtssieg gegen den FC Vaduz am 1. Mai 2021. Im Mai 2021 gewann er mit der Mannschaft den Schweizer Cup.
Nach insgesamt zwölf Jahren im Verein verließ er die Luzerner im September 2023 und wechselte zum polnischen Erstligisten Legia Warschau.

### Nationalmannschaft
Burch debütierte Ende Mai 2021 für die Schweizer U21-Nationalmannschaft und bestritt mit ihr die erfolgreiche Qualifikation zur U21-Europameisterschaft 2023 als Stammspieler. Beim Turnier selbst kam er in zwei der vier Spiele zum Einsatz, ehe die Mannschaft im Viertelfinale gegen Spanien ausschied.

### Erfolge
- Schweizer Cup: 2020/21 (mit FC Luzern)